# هانس کریستیان فون بایر
 هانس کریستیان فون بایر (انگلیسی: Hans Christian von Baeyer؛ زاده ۱۹۳۸) یک فیزیک‌دان است.